# 그레첸 프레이저
그레첸 클로디아 쿠니크 프레이저(영어: Gretchen Claudia Kunigk Fraser, 1919년 2월 11일~1994년 2월 17일)는 미국의 알파인 스키 선수이다. 스키 종목에서 올림픽 금메달을 획득한 최초의 미국 선수이다.

## 생애
워싱턴주 타코마에서 독일계인 아버지 윌리볼드 쿠닉과 노르웨이계인 어머니 클라라 쿠닉의 딸로 태어났다. 어머니 클라라는 스키 선수였고 1932년 12월에 13세의 나이로 스키를 처음 배웠다. 아이다호주 중심부로 가는 기차 여행을 하다가 도널드 프레이저를 만났으며 그들은 1939년 11월에 결혼했다.
제2차 세계 대전이 끝난 후, 올림픽 알파인 스키 종목에 참가할 기회를 얻었다. 1948년 29번째 생일을 1주일 앞두고,장크트모리츠 1948년 동계 올림픽 여자 회전에서 금메달을 획득했고 여자 복합에서 은메달을 획득했다.
1994년 2월에 75세의 나이로 사망했다.